# Daniel Auer
Daniel Auer (Ponigl, 26 oktober 1994) is een Oostenrijks wielrenner die sinds 2020 voor WSA KTM Graz (vanaf 2022 WSA KTM Graz p/b Leomo geheten) uitkomt.

## Carrière
In 2016 won Auer de eerste etappe van de Vredeskoers voor beloften door Bob Olieslagers op de streep te kloppen. De leiderstrui die hij daaraan overhield raakte hij een dag later kwijt aan David Gaudu, die de tweede etappe won. Een jaar later won Auer de eerste etappe van de Triptyque des Monts et Châteaux.

## Overwinningen

### Baanwielrennen
2020
 Omnium
 Scratch

### Wegwielrennen
2016
1e etappe Vredeskoers, Beloften
2017
1e etappe Triptyque des Monts et Châteaux
2018
Grote Prijs van Kranj
2019
V4 Special Series Vasarosnameny - Nyíregyháza
2021
3e etappe Belgrado-Banja Luka
Bergklassement Belgrade Banjaluka
4e etappe Ronde van Szeklerland
3e etappe Giro della Regione Friuli Venezia Giulia
2022
Trofej Umag
GP Slovenian Istria

## Ploegen
2013 –  WSA
2014 –  WSA-Greenlife
2015 –  WSA-Greenlife
2016 –  Team Felbermayr-Simplon Wels
2017 –  Team Felbermayr-Simplon Wels
2018 –  WSA Pushbikers
2019 –  Maloja Pushbikers
2020 –  WSA KTM Graz
2021 –  WSA KTM Graz
2022 –  WSA KTM Graz p/b Leomo
2023 –  WSA KTM Graz p/b Leomo
Auer · Baldauf · Baumgarten · Beyer · Grasmann · Herzele · Kolb · Kopfauf · Leopold · Meier · Pöll · Salzmann · Trettwer · Vergaerde · Vermeulen